# Asambleas del Partido Republicano de 2012 en Washington
Las Asambleas del Partido Republicano de 2012 en Washington se hicieron el 3 de marzo de 2012.  Las Asambleas del Partido Republicano fueron unas asambleas, con 43 delegados para elegir al candidato del partido Republicano para las elecciones presidenciales de Estados Unidos de 2012.  En el estado de Washington estaban en disputa 43 delegados.

## Elecciones

### Resultados
Con 3,677,919 votos registrados al 29 de febrero de 2012 los votantes fueron del 1.4%.
Resultados con el 100% de precintos reportados:
| Clave: | Se retiró antes de la contienda |